# Jean-Baptiste Botul
Der angebliche Philosoph Jean-Baptiste Botul ist eine fiktive Figur, die von dem Journalisten Frédéric Pagès von der satirischen französischen Wochenzeitung Le Canard enchaîné 1995 erdacht wurde. Pagès gründete zudem L’association des amis de Jean-Baptiste Botul, abgekürzt A2JB („Vereinigung der Freunde Jean Baptiste Botuls“), erdachte eine ausgefeilte Biografie für seine Phantasiegestalt und vergibt jährlich einen „Prix Botul“ für Werke, in denen Botul erwähnt ist. Pagès veröffentlichte zudem etliche (angebliche) Werke von Jean-Baptiste Botul.

## Fiktive Biografie
Angeblich wurde Jean-Baptiste Botul 1898 im Dorf Lairière im Departement Aude geboren, wo er am 15. August 1947 auch starb. Er hinterließ kein schriftliches Werk: seine Ausführungen sind nur mündlich überliefert. Angeblich hatte er Affären mit Marthe Richard, Marie Bonaparte, Simone de Beauvoir und Lou Andreas-Salomé. Auf seinen häufigen Reisen soll er Zapata, Pancho Villa, Henri Désiré Landru, Stefan Zweig, André Malraux, Jean Cocteau, Jean Giraudoux und François Le Lionnais getroffen haben.

## Rezeption
2010 fiel der französische Philosoph Bernard-Henri Lévy auf diesen Fake herein und zitierte in ernsthafter Absicht Werke Botuls für seine Angriffe auf Immanuel Kant.

## Werke
Folgende Werke wurden von Pagès unter dem Namen „Jean-Baptiste Botul“ veröffentlicht:
- La vie sexuelle d’Emmanuel Kant («retrouvée» par Frédéric Pagès), 1999, ISBN 2-84205-424-5
  - dt. Ausgabe: Das sexuelle Leben des Immanuel Kant. Reclam (Reclams Universal-Bibliothek), Leipzig 2001, ISBN 3-379-20017-4
- Landru, précurseur du féminisme: Correspondance inédite, 1919–1922 (correspondance «retrouvée» par Christophe Clerc et Bertrand Rothé), 2001, ISBN 2-84205-587-X
- Nietzsche et le démon de midi (texte «exhumé» par Frédéric Pagès), 2004, ISBN 2-84205-873-9
- Métaphysique du mou (texte «exhumé» par Jacques Gaillard), 2007, ISBN 978-2-7555-0030-1

## Bisher vergebene Botul-Preise
- 2004 Jacques Gaillard für Mes aventures en Haute Savoie
- 2005 (ex aequo) Ali Magoudi für Rendez-vous und Jean-Hugues Lime für Le Roi de Clipperton
- 2006 Patrice Minet für Moi et la Reine d’Angleterre
- 2007 Emmanuel Brouillard für Trois claques à Balzac
- 2009 Bertrand Rothé für Lebrac, trois mois de prison